# 米里尼亞伊河

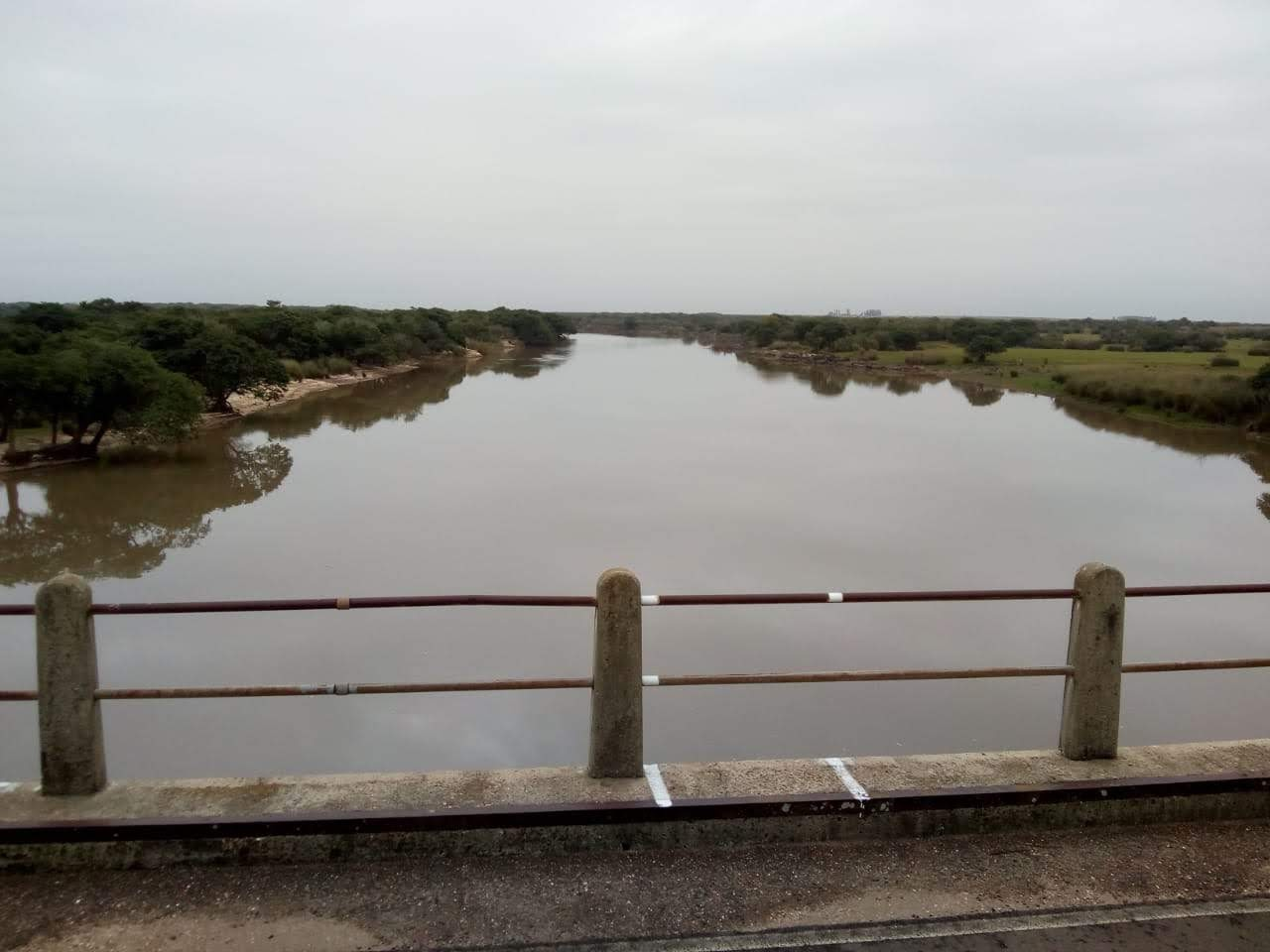
米里尼亞伊河

米里尼亞伊河（西班牙語：Río Miriñay）是阿根廷的河流，位於科連特斯省，河道全長212公里，集水區面積10,977平方公里，最終在蒙特卡塞羅斯附近注入烏拉圭河。
30°10′12″S 57°37′59″W / 30.17000°S 57.63306°W